# Rochester (Vermont)
Rochester ist eine Town im Windsor County des Bundesstaates Vermont in den Vereinigten Staaten mit 1099 Einwohnern (laut Volkszählung von 2020).

## Geografie

### Geografische Lage
Rochester bildet die nordwestliche Ecke im Windsor County, am östlichen Rand der Green Mountains. Ein großer Teil der Town befindet sich im Green Mountain National Forest. Höchste Erhebung ist der 973 m hohe Philadelphia Peak in den Green Mountains. Der 868 m hohe Rochester Mountain liegt hingegen im Osten der Town und der 836 m hohe Mount Cushman befindet sich im Nordosten, im Mount Cushman State Park. In den Green Mountains sind die Gipfel Little Pico Mountain mit 664 m Höhe, Jones Mountain 625 m und der 777 m hohe Hawk Mountain. Der White River entspringt an den Hängen des Bread Loaf Mountains und durchfließt dann Rochester in östlicher, später in südöstlicher Richtung. Entlang des White Rivers und seines Zuflusses des Brandon Brooks, verläuft die Vermont State Route 73 in west-östlicher Richtung und die Vermont State Route 100 in nord-südlicher Richtung.

### Nachbargemeinden
Alle Entfernungen sind als Luftlinien zwischen den offiziellen Koordinaten der Orte aus der Volkszählung 2010 angegeben.
- Norden: Braintree, 14,1 km
- Nordosten: Randolph, 25,1 km
- Osten: Bethel, 15,2 km
- Südosten: Stockbridge, 8,8 km
- Süden: Pittsfield, 2,3 km
- Süden: Chittenden 8,9 km
- Südwesten: Goshen, 17,6 km
- Westen: Hancock, 10,1 km
- Nordwesten: Granville, 4,5 km

### Stadtgliederung
In Rochester gibt es mehrere kleinere Ansiedlungen. Sie heißen Jerusalem, Little Hollow, New Boston, Austin Hill, Maple Hill, Corporation Brook, West Rochester, West Hill, Bingo, Liberty Hill, Great Hollow, North Hollow, Middle Hollow, South Hollow und Satan’s Kingdom.

### Klima
Die mittlere Durchschnittstemperatur in Rochester liegt zwischen −8,3 °C (17 °F) im Januar und 20,0 °C (68 °F) im Juli. Damit ist der Ort gegenüber dem langjährigen Mittel Vermonts um etwa 2 Grad kühler. Die Schneefälle zwischen Oktober und Mai liegen mit deutlich mehr als zwei Metern (bei einem Spitzenwert im Januar von knapp 50 cm) ungefähr doppelt so hoch wie die mittlere Schneehöhe in den USA. Die tägliche Sonnenscheindauer liegt am unteren Rand des Wertespektrums der USA.

## Geschichte

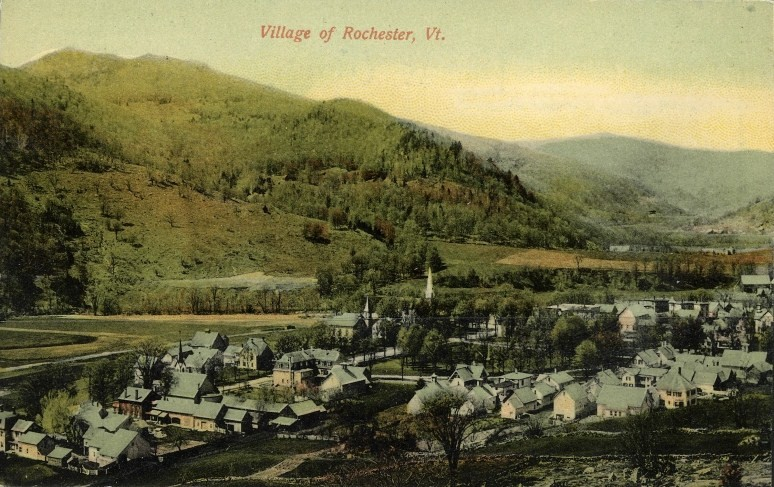
Rochester um 1910

Rochester wurde am 30. Juli 1781 als ein Grant der Vermont Republic auf Gebiet, welches noch nicht durch die New Hampshire Grants besiedelt war, gegründet. Der Name geht zurück auf Rochester in Massachusetts, von wo viele der ersten Siedler stammten. Der Grant ging an Dudley Chase und Asa Witcomb sowie 63 weiteren. Die ersten Siedler ließen sich im Winter 1781/1782 nieder. Durch die Aufteilung der ehemaligen Town Philadelphia zwischen den Towns Goshen und Rochester bekam Rochester ein Gebiet am Philadelphia Peak in den Höhen der Green Mountains, umgeben vom Towns des Addison Countys dazu. Dadurch ist Rochester die größte Town im Windsor County.
Die ehemalige White River Railroad verband Rochester mit Bethel.

### Einwohnerentwicklung
| Volkszählungsergebnisse – Town of Rochester, Vermont | Volkszählungsergebnisse – Town of Rochester, Vermont | Volkszählungsergebnisse – Town of Rochester, Vermont | Volkszählungsergebnisse – Town of Rochester, Vermont | Volkszählungsergebnisse – Town of Rochester, Vermont | Volkszählungsergebnisse – Town of Rochester, Vermont | Volkszählungsergebnisse – Town of Rochester, Vermont | Volkszählungsergebnisse – Town of Rochester, Vermont | Volkszählungsergebnisse – Town of Rochester, Vermont | Volkszählungsergebnisse – Town of Rochester, Vermont | Volkszählungsergebnisse – Town of Rochester, Vermont |
| Jahr                                                 | 1700                                                 | 1710                                                 | 1720                                                 | 1730                                                 | 1740                                                 | 1750                                                 | 1760                                                 | 1770                                                 | 1780                                                 | 1790                                                 |
| ---------------------------------------------------- | ---------------------------------------------------- | ---------------------------------------------------- | ---------------------------------------------------- | ---------------------------------------------------- | ---------------------------------------------------- | ---------------------------------------------------- | ---------------------------------------------------- | ---------------------------------------------------- | ---------------------------------------------------- | ---------------------------------------------------- |
| Einwohner                                            |                                                      |                                                      |                                                      |                                                      |                                                      |                                                      |                                                      |                                                      |                                                      | 215                                                  |
| Jahr                                                 | 1800                                                 | 1810                                                 | 1820                                                 | 1830                                                 | 1840                                                 | 1850                                                 | 1860                                                 | 1870                                                 | 1880                                                 | 1890                                                 |
| Einwohner                                            | 524                                                  | 911                                                  | 1148                                                 | 1392                                                 | 1396                                                 | 14931                                                | 1507                                                 | 1444                                                 | 1362                                                 | 1257                                                 |
| Jahr                                                 | 1900                                                 | 1910                                                 | 1920                                                 | 1930                                                 | 1940                                                 | 1950                                                 | 1960                                                 | 1970                                                 | 1980                                                 | 1990                                                 |
| Einwohner                                            | 1250                                                 | 1317                                                 | 1397                                                 | 1285                                                 | 1129                                                 | 937                                                  | 879                                                  | 884                                                  | 1054                                                 | 1181                                                 |
| Jahr                                                 | 2000                                                 | 2010                                                 | 2020                                                 | 2030                                                 | 2040                                                 | 2050                                                 | 2060                                                 | 2070                                                 | 2080                                                 | 2090                                                 |
| Einwohner                                            | 1171                                                 | 1139                                                 | 1099                                                 |                                                      |                                                      |                                                      |                                                      |                                                      |                                                      |                                                      |

## Kultur und Sehenswürdigkeiten

### Parks
Große Teile der Town liegen im 1932 gegründeten 161.500 ha große Green Mountain National Forest. Im Osten um den Mount Cushman liegt der nur 6,4 ha große Mount Cushman State Park und etwas weiter südlich die 142 ha große 1970 gegründete Riley Bostwick Wildlife Management Area.

## Wirtschaft und Infrastruktur

### Öffentliche Einrichtungen
Das Gifford Medical Center in Randolph ist das nächstgelegene Krankenhaus für Rochester.
Die Rochester Public Library wurde im März 1801 gegründet. Zunächst befand sich in Räumen von Privathäusern später in einem Geschäft und im Jahr 1937 stifteten Chester E. und Leslie D. Pierce ihr Haus, welches zuvor von der Universalist Church Society genutzt wurde, als Gebäude für die Bücherei.

### Bildung
Es gab in Rochester bis zu 15 Ein-Raum-Schulen, in denen die Kinder von der Klasse 1 bis zur Klasse 8 unterrichtet wurden. Wer nach der Klasse 8 seine Schulausbildung weiter fortsetzen wollte, besuchte die Village High School. Im Jahr 1946 wurden die Ein-Raum-Schulen geschlossen und der Unterricht in der Schule im Village zusammengefasst. Die meisten der alten Schulen werden heute als private Wohnhäuser genutzt. Heute befindet sich in Rochester die Rochester School mit Klassen von Kindergarten bis zur 12. Klasse.
Rochester gehört zur Windsor Northwest Supervisory Union .

## Persönlichkeiten

### Söhne und Töchter der Stadt
- James Whitcomb (1795–1852), Politiker
- William Wildman Campbell (1853–1927), Politiker